# ユグドラシルの果実
『ユグドラシルの果実』（ユグドラシルのかじつ）は、睦月れいによる漫画作品。「電撃「マ）王」（メディアワークス）において連載された。
オンラインゲームをモチーフにした恋愛漫画である。本作と同じくオンラインゲームをモチーフとしたメディアミックス作品である.hackシリーズとは異なり、ゲーム内での出来事と同じレベルで主人公たちの日常も比較的詳しく描写されている。

## あらすじ
2010年、ウッドソフト（WS）社が発売したMMORPG「ユグドラシル」は、ゲームと現実がリンクする特殊なシステムも相まってもうひとつの社会と呼ばれるまでに大流行していた。橘光希（たちばな こうき）もユグドラシルを楽しむプレイヤーの一人で、数多くのプログラムを公開し名を馳せていたが、今は故あってその際のアバターを封印していた。
ある時からユグドラシル内にて高レベルモンスターが低レベルエリアに出現するというエンカウントバグが頻発し、それと同時に光希が封印したはずのアバターの姿が目撃されるようになる。
光希は、事態の原因と真相を解き明かすために調査を開始するが……。

## MMORPG「ユグドラシル」
WS社が発売しているLeaves（リーブス）というOSに標準搭載されているオンラインゲーム。「もうひとつの人生へ」というコピーの通り、通常のMMORPGとしての機能の他に、
- プレイヤーがアイテムや魔法をプログラミングし、アップロードすることで一般公開できる
- 歌手活動等の芸能活動も可能で、スカウトが来たり有志が集まり実際に起業したりすることもできる

という画期的なシステムが採用されている。

### プログラムライセンス
ユグドラシルの特長のひとつが、上でも述べたプログラムのアップロードである。最初から全ての機能が開放されているわけではなく、WS社の公認階級としてSS・S・A・B・C・D・Eの七段階にランク分けされ、ランクが上がるごとにアップロードできるプログラムの種類やレベルが増えていく。最高位であるSSランクの魔法は最早禁呪扱いされるほど高性能で、入手も超困難。SSランクのプレイヤーの数自体が少なく、そのプログラミング能力はほとんどプロのレベルである。
プログラムをアップロードしたいプレイヤーはGMにその旨を申請し、ライセンスを受けてからプログラムをアップロードする。その後、システム側が行うプログラム内容の審査を通過すれば、晴れて一般公開できるという仕組みになっている。
システムの性質上、高ランクであればあるほどゲームの基幹システムにも深く干渉できるようになるため、WS社は一連のバグ騒動には高ランクの保有者が関わっているのではないかと睨んでいる。

### 爵位と元老院
通常、ユグドラシルにおけるアカウントはプレイヤー一人につきひとつまでという制限が規約によって定められているが、ゲーム内で有名になりすぎたプレイヤーは通常のプレイが困難になる可能性が高いため、特例としてWS社からセカンドアカウントの作成を許可されることがある。この時に爵位を授与され、爵位持ちのアバターが自動的に所属することになるのが元老院という組織である。元老院は、その名義で爵位持ちのアバターを招集することができる。集会は議会用の専用エリアで行われ、一般プレイヤーも視聴することが可能。
爵位の定義から、一般プレイヤーからセカンドアカウントのアバターを見た場合、アバターのデータからファーストアカウントを特定することは不可能（運営側からは勿論可能。言動の一致などから一般プレイヤーに特定される可能性は否定できないが、爵位を受けるほどのプレイヤーならば演じ分け程度は言われなくても理解していると考えられる）。

## 登場人物
表記は「アバター名 ＝ リアルネーム（プレイヤーの氏名）」。リアルネームは判明している分のみ記載。アバターを持たない（または作中でアバターが登場していない）人物については名前のみ。

### 主要人物
コウ ＝ 橘 光希（たちばな こうき）
クラス名は不明だが、短銃を用いて戦う。ロールプレイは行っておらず、プレイヤーである光希の地の性格そのままに振舞う。現在はアヲイのクエスト進行をサポートしつつ、ある理由から偽ファントムの手掛かりを追っている。
現実の世界では高校生1年（3巻の最後では2年に進級している）。ユグドラシルを開発・運営しているWS社開発室室長、橘雪胤の息子。父親を深く尊敬している。また、家族に姉が二人おり、どちらにも頭が上がらず彼女らに振り回されている。クールだがフェミニストで、面倒見のいい性格。非常に頭がよくルックスもイケメンだが、体力と運動神経に関しては致命的。体力の無さと身長の低さに強いコンプレックスを抱いている。しかし、WS社の社員も認めるほどプログラミング能力に秀でており、彼がファントム時代に作成したプログラムは現在も使用されている。後述する事情でメインアカウントは緊急時以外は封印し、現在のセカンドアカントでログインしている事はハル達にも秘匿している。現実世界では現在も父親の依頼でユグドラシルにアップロードするためのプログラムを作成している。偽ファントム出現当初の騒動は彼の仕業と疑われたりもしたがログ等の証拠により疑いは晴れているようだ。
連載初期は陽菜（ハル）から「光（コウ）ちゃん」の愛称で呼ばれると「光（コウ）ちゃん言うな」と反応していたが、単行本二巻現在、既に諦めたのか、反応は鈍くなっている。
陽菜とは以前から親しくしているもののお互い異性感情は持っていなかった。その後、彼女が自分でフラグをへし折ってしまったために本編中で関係は進展することなく、専ら同じ秘密を共有する蒼生とお互い惹かれ合うようになる。
ハル ＝ 藤崎 陽菜（ふじさき はるな）
クラス名は不明だが、打撃を得意とする格闘系前衛職のようである。コウと同じくロールプレイは行っておらず、プレイヤーである陽菜の地の性格そのままに振舞う。クエストを中心にプレイしている。
アヲイのサポートでクエストに同行した際、ユグドラシルの仕様にない空間にアヲイと共に強制転送される。転送先でなぜかアバターが石化、それが解けた際に右腕が機械的なグラフィックに変貌し、さらに戦闘能力まで向上してしまった。
現実の世界では明朗快活な女子高生。光希とは幼馴染で同級生だがクラスは別。橘家と藤崎家はお隣同士で家族ぐるみの交流があり、陽菜も朝に弱い光希を毎朝部屋まで起こしに行くなど、世話焼き幼馴染の王道路線を突っ走っている。料理の腕は下手。ティールのファン。
光希に自分でも気付かない恋心を抱いており、友人に鎌を掛けられて本心に気付く。それ以降は光希の名前を聞いただけで赤面してしまい、まともに顔を合わせることもできなくなってしまった深刻な事態に、非常に悩んでいる。その後、うっかり彼に対して「大好きだよ」と口を滑らせてちょっと進展しそうになるも、「幼馴染として好き」という照れ隠しを真に受けられて納得されてしまい、自らフラグを折ることとなった。
伝説のアバター・ファントムに本来出現しない筈の高レベルモンスターから救われて以来、彼に興味を抱き、ファントムを探すためにクエストも兼ねて彼が現れたというエリアを探索している。ただしファントムの事情の事を良く知らない一般人である為か反応もかつてファントムに集った人々と大差ない行為を取る事があり、その度にコウやアヲイに言動を突っ込まれたりしている。
アヲイ ＝ 呉野 蒼生（くれの あおい）
ヒーラー（癒しの力を行使する魔法使い）。やはりロールプレイは行っておらず、プレイヤーである蒼生の地の性格そのままに振舞う。まだ初心者サポート期間が終了していないため、サポートAIの小鳥が帽子の上に乗っている。初心者ゆえにレベルが低いため、初歩の回復魔法しか行使できない。
バグで出現したモンスターからハルに庇ってもらったことを契機に、コウ、ギョクとも知り合う。コウ同様にある事情によりメインアカウントではなくセカンドアカウントだが今の所その事は誰にもばれてはいない。ハルやギョクのファントムへの拘りに関しては時々辛辣な言動を取る事も。
現実の世界では中学生。家庭問題により家族と離れ一人暮らしをしている。そのため料理は上手い。また、電話が鳴っては母からのコールだと期待しつつ、それが別人からのもの（特にレコード会社の担当者）だと分かると落胆する日々を送っている。陽菜とはお互い近くに住んでいることもあって、リアルで電話番号を交換したりお茶をしたりしている。3巻の最後では、母親と一緒に住めるようになり、光希と同じ高校に入学している。
当初、ぶっきらぼうな対応を取るコウにいい印象を持っていなかったが、お互いセカンドアカウント持ちだと発覚した後は意識し合うようになる。
ギョク = レイヴン・アラッド
エセ関西弁を話す男性アバター。関西弁なのはユグドラシルで知り合った日本の子の影響とのこと。「男には興味が無い」と公言してはばからない、ハルが思わず引いてしまうほどの女たらし。女性アバターの知り合いも多い模様。だが意外にも面倒見のいいタイプで、アヲイのクエスト手配から攻略まで幅広くサポートしている。
3巻の最後で陽菜のクラスの副担任になっている。

### アバターを持つ人物
ファントム
ユグドラシルのβテスト時代から有名プログラマーが並み居る中で続々とアイテムや魔法をアップロードし、果ては最強モンスターの一角であるケルベロスのAIに介入して従えた、SSランクのアバター。黒衣に包帯巻きの身体が異様な雰囲気を醸し出している。現在では姿を消してしまっているが、生きた伝説として語られている。
橘光希のファーストアカウントキャラクター。爵位持ちで、コウはセカンドアカウントである（3巻の高校2年新学期で2013年になりユグドラが2010年発表を考えると中学にはSSランクを保有していたことになる）。光希は自分を偶像化し勝手な理想を押し付ける一般プレイヤーたちにうんざりし、現在は緊急時以外ほとんどファントムを封印している。父親からの依頼で作成しているプログラムも別名義でアップロードしている。
ティール
ユグドラシルの歌姫。ユグドラシル内からリアルデビューを果たした歌手。ファントム同様、現在では姿を消してしまっているが、未だに根強いファンが数多く存在する。
呉野蒼生のファーストアカウントキャラクター。爵位持ちで、アヲイはセカンドアカウントである。恐らく悲惨な家庭環境に起因すると思われる事情から歌を書いておらず、蒼生はティールを封印している。歌に対する情熱を失っているわけではなく、光希との出会いにより再び歌うようになる。
サグ ＝ 斉藤 三郎（さいとう さぶろう）
爵位持ちのアバターで、丸々と太った鳥型のPC。既に自己紹介の必要も無いほどの超有名人。
元老院名義で爵位持ちのアバターを招集し、「WS社よりも先に一連のバグ騒動の原因を突き止める」というクエスト（ユーザーイベント）を提案する。賞金はゲーム内通貨で8000万ゴールド。ベルヴィヴがクエストを提案した理由を問うたが、曖昧にはぐらかすばかりではっきりと答えることはなかった。偽ファントムについても、存在と行動は把握しているようだ。
現実の世界では、ユグドラシルから起業したゲーム会社「ブループラネット」を運営する若き社長。PCほどではないがふくよかな体格。雑誌に取り上げられるなど、活躍している。ユグドラシル開発に携わった橘雪胤と御子神嵩を尊敬しているが、バグ騒動に対し遅々として有効な手を打たない最近の雪胤には批判的。
ベルヴィヴ
爵位持ちのアバターで、獣耳と唇ピアス、露出の多い服装が目を引くPC。スレンダーの女性であるが、一人称はボク。なお、彼女の台詞は不気味ともいえるような文字にされている。
ユグドラシルで悪事の限りを尽くしているが、真意などの詳細は不明。サグの提案したクエストに興味を持つが、ファントムの参加表明を見て辞退する。自身の母が死んだ日に御子神と出会い、彼の目的を知り協力することになる。
ログナ ＝ 高岡（たかおか）
女性(ネカマ)アバター。Mr.やMs.を付けて名前を呼ぶ。ハルいわく『爵位持ちが自動的に所属させられるのが“元老院”あそこに集まっている人たちのことだよ』と語っているところから爵位を持っていると思われる。
偽ファントム（仮称）
ユグドラシルのバグ発生エリアにて、たびたび姿が目撃されている「もう一人のファントム」。本物が滅多に人前に姿を見せないため、一般プレイヤーには偽者の言動も本物のものだと認知されている。多数のプレイヤーの協力を募っている。その目的はファントムのカリスマを利用して多数のアバターからプログラム実行用のメモリーを借りて目的を果たすため。
光希の外出中にも出現しているため、明らかに別人が操作しているか、オリジナルのファントムとは別の存在である。正体は御子神に協力しているベルヴィヴ。

### 橘一家
橘 雪胤（たちばな ゆきつぐ）
WS社開発室室長。光希の父。ユグドラシルの運営・発展に尽力した功労者。常に丁寧語で話す。現在は頻発するバグへの対処に忙殺される日々を送っているが、斉藤の指摘では「（雪胤なら）バグを排除する方法なんていくらでもあるはず」らしい。光希に「出し抜けない」と言わしめている件も含めて、相当の切れ者だと思われる。3巻ではWSから独立したユグドラの社長に就任している。
余談だが、三児の父とは思えないほど若い。また、コーヒーが飲めない。
橘 千鶴（たちばな ちづる） & 橘 静流（たちばな しずね）
双子のOLで、光希の姉たち。髪の分け目が左側にある方が千鶴、右側にある方が静流。一家の中において、光希に対して絶対的な命令権を持つ強力な存在。光希の恋愛絡みが発生するとシメてかかる。
光希の母（仮称）
雪胤の妻。ユグドラシルの持つ、ゲームと現実が繋がるという部分を面白いと思っているが、同時に疑問も抱いている。
余談だが、旦那の雪胤と同様、三児の母とは思えないほど若い。

### その他の人物
香西（かさい）
WS社開発室所属の女性。ファーストネームは不明だが、高岡からの愛称は「尚ちゃん」。バグが頻発しているため、会社に泊り込むことを余儀なくされている。高岡を「カマ岡」と呼び、毛嫌いしている。
橘一家とは面識があるようだ。また、斉藤の（肉具合の）ファンである。
水嶋（みずしま）
WS社開発室所属の男性。主にGMとして活動している。香西の部下で、ミスや（香西にとっての）失言をしては個人的制裁を加えられている忍耐の人。ティールの大ファン。
高岡（たかおか）
斉藤と行動を共にしている人物。ブループラネットの関係者だと思われる。なぜかオネエ言葉で話す。
御子神 嵩（みこがみ たかし）
雪胤と共に、ユグドラシルの基礎概念・世界観を構築した天才プログラマー。本編では行方不明になっていた。一連のバグ騒動の黒幕その目的はユグドラをWSから独立させオープンソースにしあるべき姿に戻すため。ガンで余命を知ったため騒動を起こした。
野々村 薫（ののむら かおる）
光希のクラスメイト。ゲームより身体を動かしている方が好き。ユグドラシルはプレイしていないが、ティールのファン。
千馨（ちか）
陽菜のクラスメイト。テニス部。元気でやかましい。光希との関係に悩む陽菜のため、雪音と共に「陽菜のドキドキ大作戦〜一歩前へ〜」を計画している。
雪音（ゆきね）
陽菜のクラスメイト。淡々と事実を指摘するクールな性格。年上が好み。「陽菜のドキドキ大作戦〜一歩前へ〜」の命名者。

## 単行本
日付は発売年月日。
1. （2006年8月15日） ISBN 978-4-8402-3537-2
  - 帯のキャッチコピーは「世界が狂い始めたとき “そいつ”は現れる……！」。
  - 巻末には作中に登場した専門用語を簡単に解説した「ユグドラシルの果実 公式用語集」が掲載されている。
  - カバーイラストは蒼生。掲載紙担当者の熱いプッシュがあったようだ。
2. （2007年5月15日） ISBN 978-4-8402-3870-0
  - 帯のキャッチコピーは「“ユグドラはもうひとつの「The World」であり現実”」。.hackシリーズのディレクターである松山洋が書いている。
  - 巻末には一部の登場キャラクターのラフイラストとおまけ漫画「ユグドラひと休み」が掲載されている。
  - カバーイラストはアヲイ。またも担当者の熱いプッシュがあった模様。
3. （2008年1月26日） ISBN 978-4-8402-4136-6